# Аллен, Диди
Дороте́я Каро́зерс «Ди́ди» А́ллен (англ. Dorothea Carothers «Dede» Allen; 3 декабря 1923 — 17 апреля 2010) — американский монтажёр.

## Личная жизнь
Аллен родилась в Кливленде, штат Огайо, в семье актрисы Доротеи С. Карозерс и Томаса Хамфри Кушинга Аллена III, менеджера компании Union Carbide. Она изучала архитектуру, ткачество и гончарное производство в колледже Скриппса.
С 1945 года и до своей смерти Аллен была замужем за телевизионным продюсером Стивеном Флайшменом, от которого у неё было двое детей — сын Том, ныне являющийся звукорежиссёром, и дочь Рэми.
Аллен скончалась 17 апреля 2010 года в своём доме в Лос-Анджелесе, от последствий перенесённого накануне инсульта.

## Карьера
После окончания колледжа Аллен работала посыльной на студии Columbia Pictures, где позже получила работу в отделе звуковых эффектов, начав монтаж рекламных видео. Она провела в киноиндустрии более 16 лет, прежде чем смонтировала свой первый полнометражный фильм, «Ставки на завтра» (1959) режиссёра Роберта Уайза. За свою многолетнюю карьеру Аллен выступила монтажёром более 30 фильмов, неоднократно сотрудничая с режиссёрами Артуром Пенном, Сидни Люметом и Полом Ньюманом.
Она была номинирована на три премии «Оскар» за монтаж фильмов «Собачий полдень» (1975) Люмета, «Красные» (1981; совместно с Крейгом Маккеем) Уоррена Битти и «Вундеркинды» (2000) Кёртиса Хэнсона. Три фильма, смонтированные Аллен, — «Собачий полдень», «Бонни и Клайд» (1967) и «Красные» — вошли в список 75 лучших фильмов с позиции монтажа по результатам голосования Американской ассоциации монтажёров.

## Фильмография

### Кино
| Год  | Русское название                 | Оригинальное название      | Примечания |
| ---- | -------------------------------- | -------------------------- | --- |
| 1948 | Из-за Евы                        | Because of Eve             | |
| 1958 | Ужас из 5000 года                | Terror from the Year 5000  | |
| 1959 | Ставки на завтра                 | Odds Against Tomorrow      | |
| 1961 | Мошенник                         | The Hustler                | Номинация — Премия Американской ассоциации монтажёров за лучший монтаж полнометражного фильма |
| 1961 | Рыбак и его душа                 | The Fisherman and His Soul | |
| 1963 | Америка, Америка                 | America America            | |
| 1967 | Бонни и Клайд                    | Bonnie and Clyde           | Номинация — Премия Американской ассоциации монтажёров за лучший монтаж полнометражного фильма |
| 1968 | Рейчел, Рейчел                   | Rachel, Rachel             | |
| 1969 | Ресторан Элис                    | Alice’s Restaurant         | |
| 1970 | Маленький большой человек        | Little Big Man             | |
| 1972 | Бойня номер пять                 | Slaughterhouse-Five        | |
| 1973 | Глазами восьми                   | Visions of Eight           | Сегмент: «The Hightest» |
| 1973 | Серпико                          | Serpico                    | Монтаж совместно с Ричардом Марксом |
| 1975 | Ночные ходы                      | Night Moves                | Монтаж совместно с Стивеном А. Роттером |
| 1975 | Собачий полдень                  | Dog Day Afternoon          | Премия BAFTA за лучший монтаж Номинация — Премия «Оскар» за лучший монтаж |
| 1976 | Излучины Миссури                 | The Missouri Breaks        | Монтаж совместно с Джерри Гринбергом и Стивеном А. Роттером |
| 1977 | Удар по воротам                  | Slap Shot                  | |
| 1978 | Виз                              | The Wiz                    | |
| 1981 | Красные                          | Reds                       | Также исполнительный продюсер Монтаж совместно с Крейгом Маккеем Номинация — Премия «Оскар» за лучший монтаж Номинация — Премия Американской ассоциации монтажёров за лучший монтаж полнометражного фильма |
| 1984 | Гарри и сын                      | Harry & Son                | |
| 1984 | Убийство Майка                   | Mike’s Murder              | Монтаж совместно с Джеффом Гурсоном |
| 1985 | Клуб «Завтрак»                   | The Breakfast Club         | |
| 1986 | Не в своей тарелке               | Off Beat                   | Монтаж совместно с Анджело Коррао |
| 1988 | Война на бобовом поле Милагро    | The Milagro Beanfield War  | Монтаж совместно с Джимом Миллером |
| 1989 | Скачи во весь опор!              | Let It Ride                | Монтаж совместно с Джимом Миллером |
| 1990 | Генри и Джун                     | Henry & June               | Монтаж совместно с Вивьен Хиллгроу и Уильямом С. Шарфом |
| 1991 | Семейка Аддамс                   | The Addams Family          | Монтаж совместно с Джимом Миллером |
| 2000 | Вундеркинды                      | Wonder Boys                | Номинация — Премия «Оскар» за лучший монтаж Номинация — Премия Ассоциации кинокритиков Лас-Вегаса за лучший монтаж                                                                                         |
| 2002 | Джон Кью                         | John Q                     | |
| 2004 | Окончательный монтаж             | The Final Cut              | Монтаж совместно с Робертом Брейки |
| 2007 | Есть мечты — будут и путешествия | Have Dreams, Will Travel   | Монтаж совместно с Робертом Брейки |
| 2008 | Светлячки в саду                 | Fireflies in the Garden    | Монтаж совместно с Робертом Брейки |

### Телевидение
| Год  | Русское название | Оригинальное название | Примечания                   |
| ---- | ---------------- | --------------------- | ---------------------------- |
| 1966 | Мистер Робертс   | Mister Roberts        | Эпизод: «Damn the Torpedoes» |